# CRA"G"Y☆MAMA
CRA“G”Y☆MAMA（クレージー・ママ）は、日本の歌手、hitomiの30枚目のシングル。2005年（平成17年）11月23日にLOVE LIFE RECORDSよりリリースされた。

## 解説
- 2005年第三弾シングル。タイトルの「CRA“G”Y」は「クレージー」（Crazy）と読む。
- 8thアルバム「LOVE CONCENT」、コンプリートベストアルバム「peace」に収録されている。カップリング曲はアルバム未収録。

## 収録曲
全曲作詞：hitomi / 作曲：AVANT GRADE / 編曲：渡辺善太郎
1. CRA“G”Y☆MAMA
  - USEN「GyaO」CMソング
2. タイムオーバー
3. CRA“G”Y☆MAMA（SUGIURUMN HOUSE MISSION MIX）

## 収録アルバム
- LOVE CONCENT (#1)
- peace (#1)